# Sozialversicherungsgericht Basel-Stadt

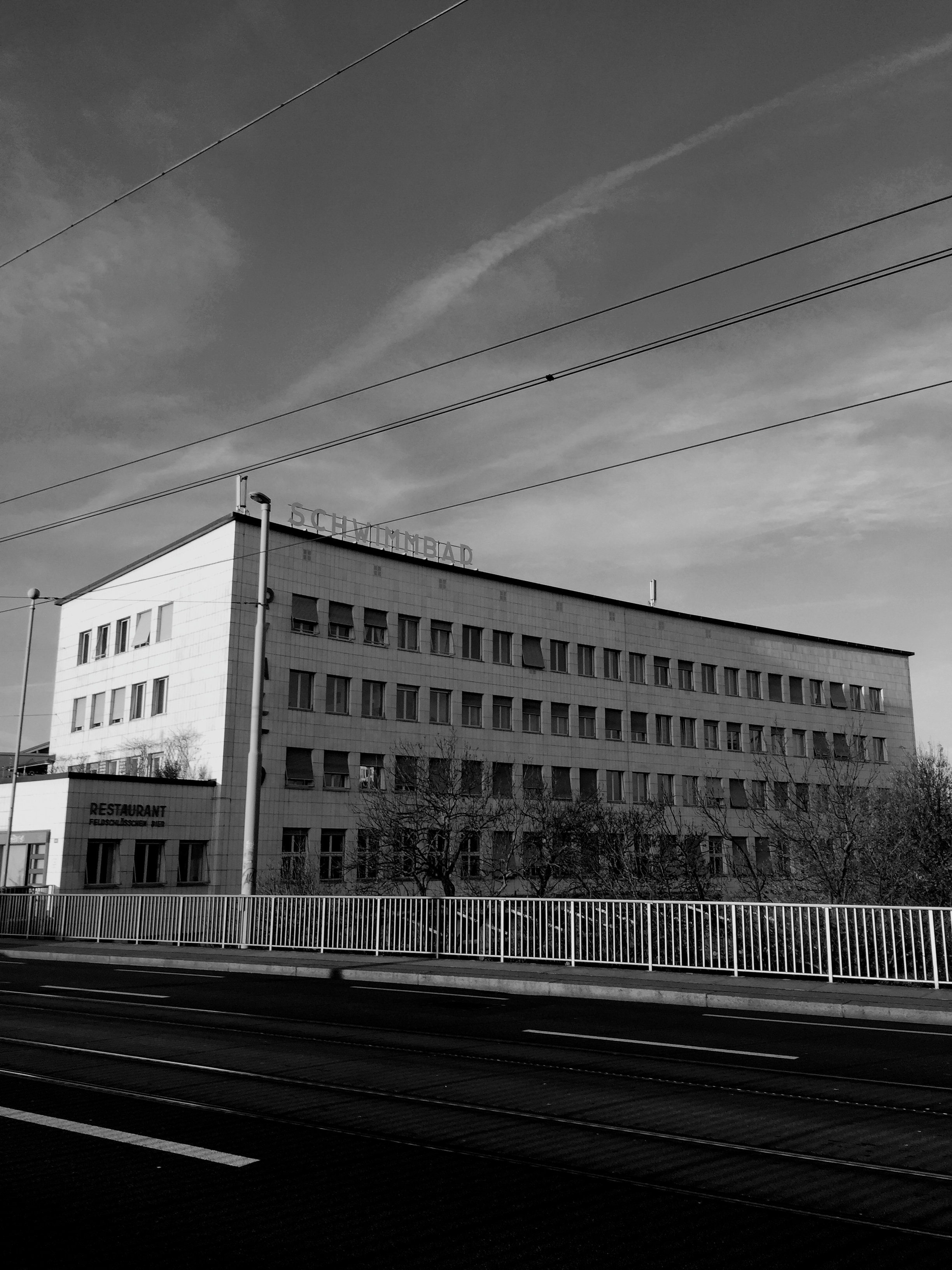
Sozialversicherungsgericht Basel-Stadt (bis Ende Februar 2021)

Das Sozialversicherungsgericht Basel-Stadt ist ein Gericht mit Sitz in Basel, das Klagen aus dem Bereich des Sozialversicherungsrechts beurteilt. Es hat seine Tätigkeit im April 2002 aufgenommen.
Es handelt sich dabei um das kantonale Versicherungsgericht gemäss dem Bundesgesetz über den Allgemeinen Teil des Sozialversicherungsrechts.

## Bestand
Das Sozialversicherungsgericht besteht aus drei Präsidien und fünfzehn Richtern. Die Präsidien werden von den Stimmberechtigten des Kantons nach dem Grundsatz des absoluten Mehrs (Majorzverfahren) gewählt. Die Wahl der fünfzehn Richter erfolgt durch den Grossen Rat.
- Präsidien: Andrea Pfleiderer (Dr. iur.), Schnyder Ruth (lic. iur.), Gregor Thomi
- Generalsekretär bzw. Verwaltungschef und Erster Gerichtsschreiber: Hans-Andreas Dikenmann (bis 2023), Julia Reidemeister (2023),[4] Manuel Kreis (seit 2024)[5]
- Richter: Thomas Aeschbach, Sabine Bammatter-Glättli (lic. iur.), Nina Bechtel (Dr. phil., Richterin), Dora Borer (lic. phil.),Felix Eymann (Dr. med.),  Thomas Fasnacht (Dr. iur.), Bianka E. Fürbringer (MLaw), Peter Kaderli, Christian Müller, Monika Prack Hoenen (lic. iur.), Willi Rühl (Dr. med.), Silvia Schenker, Rolf von Aarburg (Dr. med.), Aljoscha Maxim Zalad (MLaw).[6]

Die Präsidenten sitzen je einer Kammer vor. Die Kammern tagen grundsätzlich in einer Dreierbesetzung. 

## Zuständigkeiten und Instanzenzug
Das Gericht ist zuständig zur Beurteilung von Streitigkeiten aus allen Zweigen des Sozialversicherungsrechts sowie Klagen über privatrechtliche Streitigkeiten aus Zusatzversicherungen zur sozialen Krankenversicherung. Gegen Urteile des Sozialversicherungsgerichts kann beim Bundesgericht Beschwerde erhoben werden. Das Sozialversicherungsgericht wird vom Appellationsgericht beaufsichtigt.